# AGIL Volley 2002-2003
Questa voce raccoglie le informazioni riguardanti l'AGIL Volley nelle competizioni ufficiali della stagione 2002-2003.

## Stagione
Il mercato per la squadra che gioca la stagione 2002-03 vede pochi cambiamenti: viene infatti confermata l'ossatura della stagione precedente con il ritorno di Virginie De Carne al posto di Nadia Centoni nel ruolo di opposto e l'acquisto di Cristina Pîrv per Nataša Osmokrović come schiacciatrice. Oltre al campionato e alla Coppa Italia, l'AGIL Volley è impegnata anche in una competizione europea, ossia la Coppa CEV e nella Supercoppa italiana: è proprio con questa competizione che si apre la stagione, anche se non va oltre il terzo posto, superata in semifinale dal Volley Modena, per poi aggiudicarsi la finale di consolazione contro l'Olimpia Teodora di Ravenna.
In campionato la squadra va a gonfie vele: nel girone di andata infatti conquista nove vittorie ed una sola sconfitta contro la Pallavolo Sirio Perugia, mentre nel girone di ritorno la situazione è più altalenante con cinque vittorie e quattro sconfitte di cui tre consecutive; la regular season si conclude quindi con il terzo posto in classifica, qualificando l'AGIL per i play-off scudetto: dopo aver superato nei quarti il Volley Vicenza in tre gare e in semifinale il Giannino Pieralisi Volley di Jesi in quattro gare, cede, come già accaduto nella stagione precedente, la serie finale, questa volta alla Sirio Perugia, dopo aver sprecato diverse palle match per riportare la serie in parità in gara quattro. I risultati conseguiti in campionato qualificano la squadra piemontese alla Champions League 2003-04, massima competizione europea per squadre di club.
L'esperienza in Coppa Italia è nuovamente negativa: l'AGIL viene sconfitta ai quarti di finale dal club di Jesi, per 3-0, sia nella gara d'andata che in quella di ritorno, venendo quindi eliminata.
La prima partecipazione ad una competizione europea, ossia la Coppa CEV 2002-03, comporta la prima vittoria di un trofeo da quando la squadra è in massima serie: negli ottavi di finale le novaresi superano le polacche del Klub Sportowy Pałac Bydgoszcz, mentre nei quarti di finale hanno la meglio nel derby italiano contro la formazione ravennate, qualificandosi per la final four di Perugia; in semifinale, con un netto 3-0, battono le spagnole del Club Deportivo Ávila Vóley ed in finale, con lo stesso punteggio, surclassano l'altra formazione iberica del Club Voleibol Las Palmas.

## Organigramma societario
Area direttiva
- Presidente: Giovanna Saporiti

Area tecnica
- Allenatore: Luciano Pedullà (fino al 30 ottobre 2002), Lang Ping (dal 15 novembre 2002)
- Allenatore in seconda: Tommy Ferrari

Area sanitaria
- Fisioterapisti: Stefania Bodini, Paola Giovane

## Rosa
| N° | Nome               | Ruolo | Data di nascita   | Nazionalità sportiva |
| -- | ------------------ | ----- | ----------------- | -------------------- |
| 1  | Sara Anzanello     | C     | 30 luglio 1980    | Italia               |
| 2  | Natalia Viganò     | S     | 24 novembre 1979  | Italia               |
| 6  | Yue Sun            | S     | 15 marzo 1973     | Cina                 |
| 7  | Qui He             | P     | 24 agosto 1973    | Cina                 |
| 8  | Laura Venturini    | P     | 30 gennaio 1977   | Italia               |
| 9  | Branca Sekulić     | C     | 23 agosto 1971    | Serbia e Montenegro  |
| 10 | Paola Cardullo     | L     | 18 marzo 1982     | Italia               |
| 11 | Cristina Pîrv      | S     | 29 giugno 1972    | Romania              |
| 12 | Marta Canfalonieri | S     | 30 settembre 1985 | Italia               |
| 13 | Noemi Porzio       | L     | 8 luglio 1984     | Italia               |
| 14 | Martina Guiggi     | C     | 1º maggio 1984    | Italia               |
| 17 | Nabila Chihab      | C     | 5 settembre 1984  | Italia               |
| 18 | Virginie De Carne  | S/O   | 25 maggio 1977    | Belgio               |

## Mercato
| Acquisti | Acquisti           | Acquisti    | Acquisti   |
| R.       | Nome               | da          | Modalità   |
| -------- | ------------------ | ----------- | ---------- |
| S        | Marta Canfalonieri | Club Italia | definitivo |
| S/O      | Virginie De Carne  | -           | svincolato |
| C        | Nabila Chihab      | PAVIC       | definitivo |
| S        | Cristina Pîrv      | Minas       | definitivo |
| L        | Noemi Porzio       | -           | giovanili  |

| Cessioni | Cessioni          | Cessioni      | Cessioni   |
| R.       | Nome              | a             | Modalità   |
| -------- | ----------------- | ------------- | ---------- |
| C        | Raffaella Calloni | Busto Arsizio | definitivo |
| S/O      | Nadia Centoni     | Vicenza       | definitivo |
| S        | Nataša Osmokrović | -             | ritirata   |

## Risultati

### Serie A1

#### Girone di andata
| 1ª giornata - 6 ottobre 2002 PalaPaganelli, Sassuolo               | Spezzano      | 2 - 3 | AGIL               | 19-25, 25-20, 18-25, 25-23, 13-15 |
| 2ª giornata - 13 ottobre 2002 PalaDalLago, Novara                  | AGIL          | 3 - 0 | Palermo            | 25-16, 25-12, 25-12               |
| 3ª giornata - 20 ottobre 2002 PalaEvangelisti, Perugia             | Sirio Perugia | 3 - 0 | AGIL               | 25-13, 25-21, 25-18               |
| 4ª giornata - 27 ottobre 2002 PalaDalLago, Novara                  | AGIL          | 3 - 0 | Modena             | 25-22, 25-15, 26-24               |
| 5ª giornata - 2 novembre 2002 PalaDalLago, Novara                  | AGIL          | 3 - 2 | Bergamo            | 25-21, 16-25, 19-25, 25-15, 17-15 |
| 6ª giornata - 10 novembre 2002 Palasport Città di Vicenza, Vicenza | Vicenza       | 1 - 3 | AGIL               | 18-25, 19-25, 25-20, 23-25        |
| 7ª giornata - 16 novembre 2002 PalaBigi, Reggio Emilia             | Reggio Emilia | 2 - 3 | AGIL               | 19-25, 21-25, 28-26, 25-20, 14-16 |
| 8ª giornata - 24 novembre 2002 PalaDalLago, Novara                 | AGIL          | 3 - 0 | Olimpia Ravenna    | 25-23, 25-11, 25-13               |
| 10ª giornata - 14 dicembre 2002 PalaDalLago, Novara                | AGIL          | 3 - 2 | Giannino Pieralisi | 22-25, 25-21, 25-15, 35-37, 15-12 |
| 11ª giornata - 22 dicembre 2002 PalaFiera, Forlì                   | Forlì         | 1 - 3 | AGIL               | 28-30, 17-25, 26-24, 23-25        |

#### Girone di ritorno
| 12ª giornata - 5 gennaio 2003 PalaDalLago, Novara   | AGIL               | 3 - 1 | Spezzano      | 25-20, 25-9, 18-25, 25-14         |
| 13ª giornata - 12 gennaio 2003 PalaUditore, Palermo | Palermo            | 0 - 3 | AGIL          | 18-25, 20-25, 20-25               |
| 14ª giornata - 19 gennaio 2003 PalaDalLago, Novara  | AGIL               | 2 - 3 | Sirio Perugia | 27-25, 20-25, 16-25, 25-14        |
| 15ª giornata - 25 gennaio 2003 PalaPanini, Modena   | Modena             | 3 - 2 | AGIL          | 25-22, 18-25, 25-20, 25-27, 15-12 |
| 16ª giornata - 1º febbraio 2003 PalaNorda, Bergamo  | Bergamo            | 3 - 2 | AGIL          | 26-28, 25-22, 25-21, 25-27, 15-9  |
| 17ª giornata - 9 febbraio 2003 PalaDalLago, Novara  | AGIL               | 3 - 0 | Vicenza       | 28-26, 25-13, 26-24               |
| 18ª giornata - 16 febbraio 2003 PalaDalLago, Novara | AGIL               | 3 - 0 | Reggio Emilia | 25-17, 25-18, 25-18               |
| 19ª giornata - 2 marzo 2003 PalaDeAndrè, Ravenna    | Olimpia Ravenna    | 1 - 3 | AGIL          | 19-25, 14-25, 25-23, 22-25        |
| 21ª giornata - 16 marzo 2003 PalaTriccoli, Jesi     | Giannino Pieralisi | 3 - 1 | AGIL          | 31-29, 19-25, 25-21, 25-17        |
| 22ª giornata - 23 marzo 2003 PalaDalLago, Novara    | AGIL               | 3 - 0 | Forlì         | 25-17, 25-15, 25-18               |

#### Play-off scudetto
| Quarti di finale (gara 1) - 26 marzo 2003 Palasport Città di Vicenza, Vicenza | Vicenza            | 1 - 3 | AGIL               | 20-25, 26-24, 32-34, 10-25        |
| Quarti di finale (gara 2) - 30 marzo 2003 PalaDalLago, Novara                 | AGIL               | 3 - 1 | Vicenza            | 16-25, 25-22, 25-21, 25-16        |
| Quarti di finale (gara 3) - 2 aprile 2003 PalaDalLago, Novara                 | AGIL               | 3 - 2 | Vicenza            | 22-25, 23-25, 27-25, 25-20, 15-10 |
| Semifinali (gara 1) - 12 aprile 2003 PalaDalLago, Novara                      | AGIL               | 3 - 1 | Giannino Pieralisi | 21-25, 25-20, 26-24, 26-24        |
| Semifinali (gara 2) - 15 aprile 2003 PalaTriccoli, Jesi                       | Giannino Pieralisi | 3 - 1 | AGIL               | 25-23, 25-23, 23-25, 25-18        |
| Semifinali (gara 3) - 19 aprile 2003 PalaTriccoli, Jesi                       | Giannino Pieralisi | 2 - 3 | AGIL               | 22-25, 25-19, 25-21, 22-25, 10-15 |
| Semifinali (gara 4) - 24 aprile 2003 PalaDalLago, Novara                      | AGIL               | 3 - 1 | Giannino Pieralisi | 19-25, 25-23, 25-17, 25-19        |
| Finale (gara 1) - 30 aprile 2003 PalaDalLago, Novara                          | AGIL               | 0 - 3 | Sirio Perugia      | 22-25, 22-25, 22-25               |
| Finale (gara 2) - 3 maggio 2003 PalaEvangelisti, Perugia                      | Sirio Perugia      | 3 - 0 | AGIL               | 25-20, 25-21, 25-21               |
| Finale (gara 3) - 6 maggio 2003 PalaEvangelisti, Perugia                      | Sirio Perugia      | 2 - 3 | AGIL               | 15-25, 19-25, 25-22, 25-16, 18-20 |
| Finale (gara 4) - 11 maggio 2003 PalaDalLago, Novara                          | AGIL               | 2 - 3 | Sirio Perugia      | 25-22, 21-25, 25-16, 21-25, 15-17 |

### Coppa Italia

#### Fase a eliminazione diretta
| Quarti di finale (andata) - 6 novembre 2002 PalaTriccoli, Jesi    | Giannino Pieralisi | 3 - 0 | AGIL               | 25-22, 25-19, 25-23 |
| Quarti di finale (ritorno) - 20 novembre 2002 PalaDalLago, Novara | AGIL               | 0 - 3 | Giannino Pieralisi | 17-25, 21-25, 23-25 |

### Supercoppa italiana

#### Fase a eliminazione diretta
| Semifinali - 28 settembre 2002 PalaDalLago, Novara      | AGIL            | 0 - 3 | Modena | 25-27, 20-25, 17-25        |
| Finale 3º posto - 29 settembre 2002 PalaDalLago, Novara | Olimpia Ravenna | 1 - 3 | AGIL   | 25-18, 13-25, 23-25, 17-25 |

### Coppa CEV

#### Fase a eliminazione diretta
| Ottavi di finale (andata) - 8 gennaio 2003 PalaDalLago, Novara          | AGIL            | 3 - 0 | Pałac Bydgoszcz | 25-14, 25-14, 25-15               |
| Ottavi di finale (ritorno) - 15 gennaio 2003 Hala Łuczniczka, Bydgoszcz | Pałac Bydgoszcz | 3 - 2 | AGIL            | 14-25, 25-23, 26-24, 13-25, 16-14 |
| Quarti di finale (andata) - 5 febbraio 2003 PalaDalLago, Novara         | AGIL            | 3 - 1 | Olimpia Ravenna | 25-16, 25-16, 23-25, 25-17        |
| Quarti di finale (ritorno) - 12 febbraio 2003 PalaDeAndré, Ravenna      | Olimpia Ravenna | 1 - 3 | AGIL            | 8-25, 12-25, 25-22, 13-25         |
| Semifinali - 8 marzo 2003 PalaEvangelisti, Perugia                      | AGIL            | 3 - 0 | Ávila           | 25-17, 25-14, 25-20               |
| Finale - 9 marzo 2003 PalaEvangelisti, Perugia                          | Las Palmas      | 0 - 3 | AGIL            | 24-26, 13-25, 12-25               |

## Statistiche

### Statistiche di squadra
| Competizione        | Punti | In casa | In casa | In casa | In trasferta | In trasferta | In trasferta | Totale | Totale | Totale |
| Competizione        | Punti | G       | V       | P       | G            | V            | P            | G      | V      | P      |
| ------------------- | ----- | ------- | ------- | ------- | ------------ | ------------ | ------------ | ------ | ------ | ------ |
| Serie A1            | 44    | 31      | 22      | 9       | 16           | 12           | 4            | 15     | 9      | 6      |
| Coppa Italia        | -     | 1       | 0       | 1       | 1            | 0            | 1            | 2      | 0      | 2      |
| Supercoppa italiana | -     | -       | -       | -       | -            | -            | -            | 2      | 1      | 1      |
| Coppa CEV           | -     | 2       | 2       | 0       | 2            | 1            | 1            | 6      | 5      | 1      |
| Totale              | -     | 34      | 24      | 10      | 19           | 13           | 6            | 25     | 15     | 10     |

G = partite giocate; V = partite vinte; P = partite perse

### Statistiche dei giocatori
| S. Anzanello    | 30 | 336 | 261 | 63 | 12 | 2 | 11 | - | - | - | 2 | 12 | 11 | 1 | 0 | Statistiche assenti | Statistiche assenti |
| P. Cardullo     | 31 | -   | -   | -  | -  | 2 | -  | - | - | - | 2 | -  | -  | - | - | Statistiche assenti | Statistiche assenti |
| N. Chihab       | 2  | 0   | 0   | 0  | 0  | 0 | 0  | 0 | 0 | 0 | 2 | 1  | 0  | 1 | 0 | Statistiche assenti | Statistiche assenti |
| M. Confalonieri | 20 | 0   | 0   | 0  | 0  | 1 | 0  | 0 | 0 | 0 | 1 | 1  | 0  | 1 | 0 | Statistiche assenti | Statistiche assenti |
| V. De Carne     | 21 | 546 | 452 | 20 | 74 | 2 | 25 | - | - | - | 2 | 36 | 32 | 1 | 4 | Statistiche assenti | Statistiche assenti |
| M. Guiggi       | 21 | 106 | 71  | 26 | 9  | 1 | 3  | - | - | - | 2 | 11 | 6  | 4 | 1 | Statistiche assenti | Statistiche assenti |
| Q. He           | 31 | 115 | 79  | 13 | 23 | 2 | -  | - | - | - | 2 | 6  | 3  | 2 | 1 | Statistiche assenti | Statistiche assenti |
| C. Pîrv         | 31 | 470 | 403 | 38 | 29 | 2 | 25 | - | - | - | 2 | 30 | 27 | 1 | 3 | Statistiche assenti | Statistiche assenti |
| N. Porzio       | 1  | -   | -   | -  | -  | - | -  | - | - | - | - | -  | -  | - | - | Statistiche assenti | Statistiche assenti |
| B. Sekulić      | 27 | 237 | 178 | 45 | 14 | 2 | 8  | - | - | - | 2 | 25 | 17 | 3 | 5 | Statistiche assenti | Statistiche assenti |
| Y. Sun          | 21 | 318 | 276 | 34 | 8  | 2 | 21 | - | - | - | 1 | 6  | 5  | 0 | 1 | Statistiche assenti | Statistiche assenti |
| L. Venturini    | 16 | 2   | 0   | 0  | 2  | 0 | 0  | 0 | 0 | 0 | 1 | 0  | 0  | 0 | 0 | Statistiche assenti | Statistiche assenti |
| N. Viganò       | 21 | 39  | 35  | 3  | 1  | 1 | 0  | 0 | 0 | 0 | 2 | 3  | 2  | 0 | 1 | Statistiche assenti | Statistiche assenti |

P = presenze; PT = punti totali; AV = attacchi vincenti; MV = muri vincenti; BV = battute vincenti